# Лептопор
Лептопор (Leptoporus) — рід деревних грибів родини Polyporaceae. Назва вперше опублікована 1886 року.

## Назва
Родова назва походить від давньогрецьких слів λεπτός («тонкий») та πόρος («пори»).

## Поширення та середовище існування
В Україні зростає лептопор м’який (Leptoporus mollis).

## Гелерея

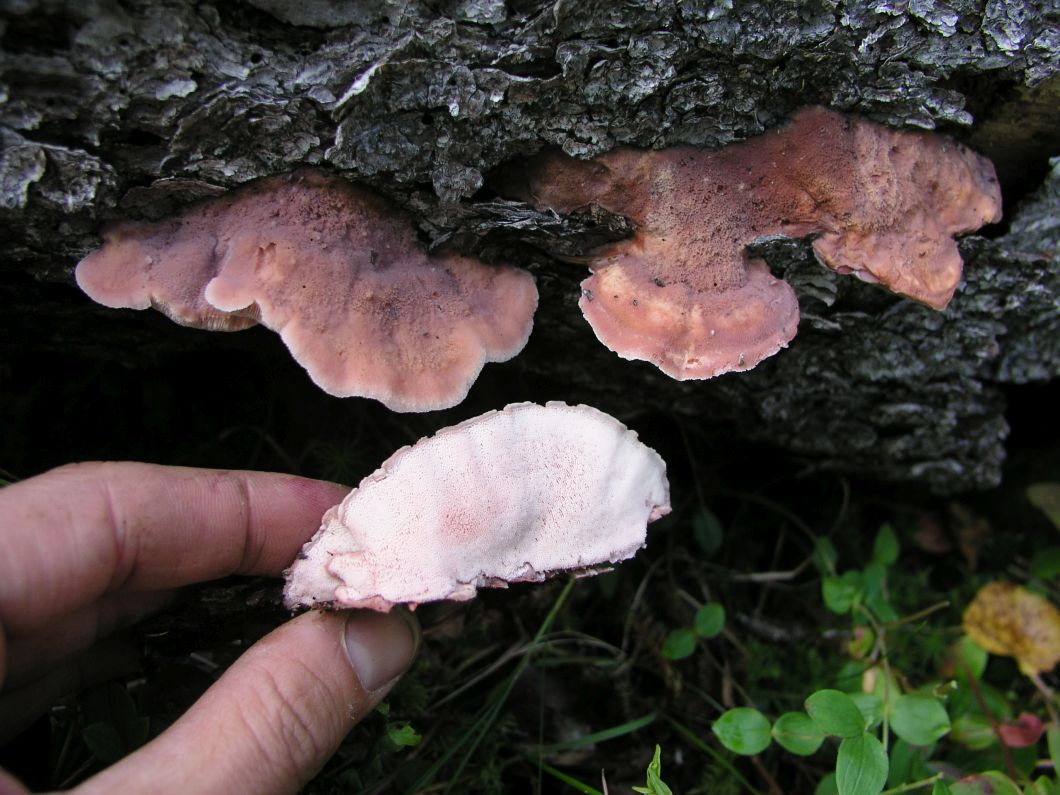
Leptoporus mollis
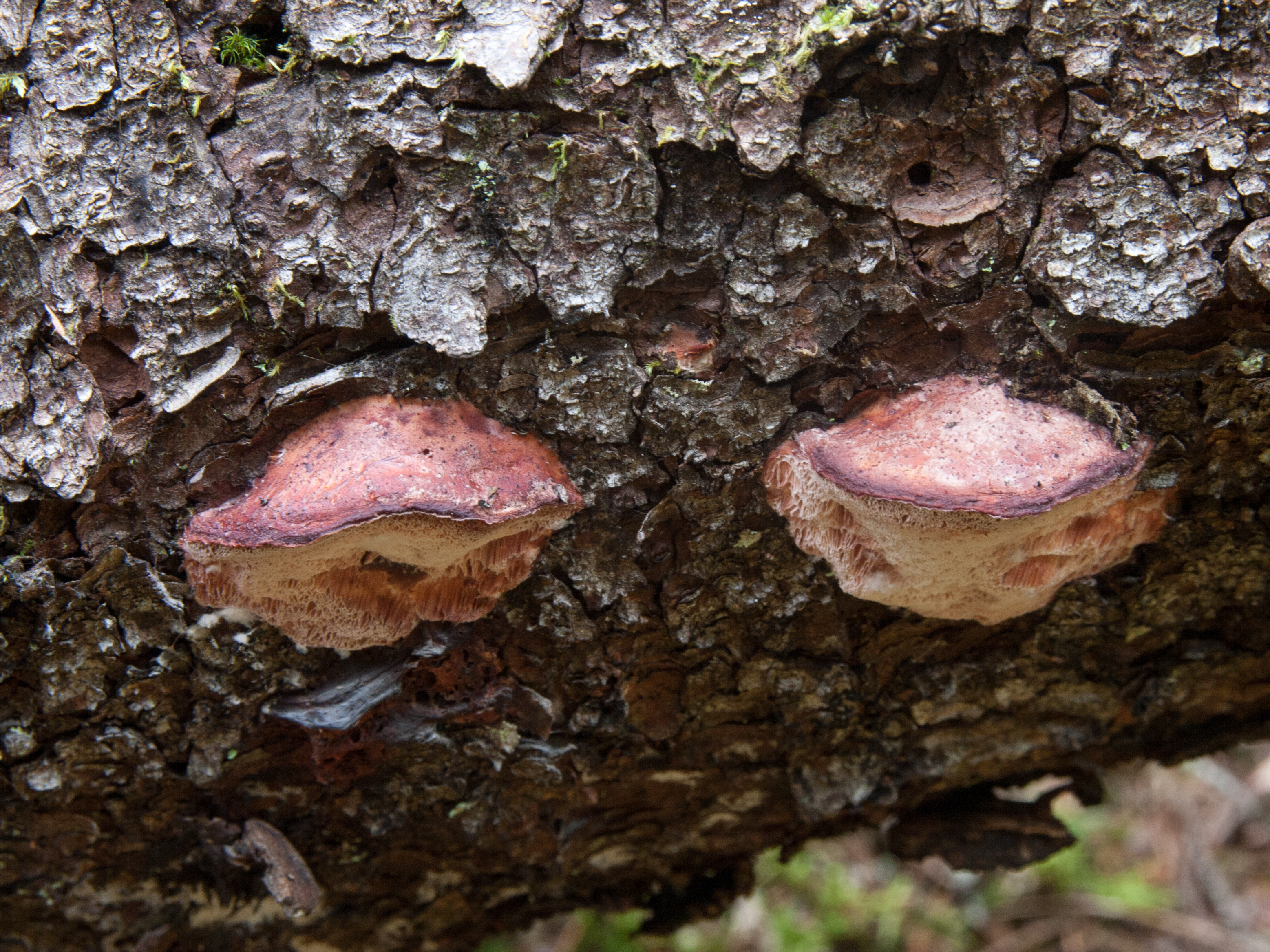
Leptoporus mollis